# Paul Hoogerwerf
Paulus Hoogerwerf (Dordrecht, 4 maart 1933 – Wormerveer, 18 april 2004) was een Nederlands politicus voor de Pacifistisch Socialistische Partij (PSP) en voorzitter en Erelid van ZV De Ham ZC.

## Loopbaan
Tussen 1962 en 1970 was Hoogerwerf lid van de Provinciale Staten van Noord-Holland, en tussen 1962 en 1974 lid van de gemeenteraad van Wormerveer. Hij was tussen 1969 en 1975 lid van het partijbestuur van de PSP. Tussen 1969 en 1973 als vicevoorzitter en tussen 1973 en 1975 als algemeen voorzitter. Naast zijn politieke werk werkte Hoogerwerf sinds 1956 bij het verzekeringsbedrijf Delta Lloyd waar hij onder andere personeelschef was.
Van 1973 tot 1994 was Hoogerwerf voorzitter van ZV De Ham ZC. Deze vereniging groeide onder zijn leiding uit tot een succesvolle zwem- en waterpolovereniging in Nederland. Vanaf 1993 spelen de hoogste teams van ZV De Ham ZC op het hoogste niveau in Nederland. In 1994 werd Paul Hoogerwerf benoemd tot erelid van ZV De Ham.
Paul Hoogerwerf heeft in 1998 een biografisch boek geschreven voor kinderen, kleinkinderen en vrienden.
Hij overleed in 2004 op 71-jarige leeftijd.